# 손소 (장서)
손소(孫邵, 163년 ~ 225년 5월)는 후한 말기 ~ 동오의 관료로, 자는 장서(長緖)이며 북해국 사람이다. 동오의 첫 승상이다.

## 행적
신장이 8척으로, 처음에는 북해상 공융에게 출사하여 공조(功曹)가 되었고, 조정의 인재라고 칭찬받았다. 이후 양주자사 유요의 밑으로 갔다.
손책이 유요의 세력을 흡수하였고, 손권이 집정하자 여러 차례 진언을 올렸다. 여강태수를 배했고, 거기장군장사(車騎將軍長史)로 옮겼으며, 황무 원년(222년) 손권이 오왕에 임명되자 승상·위원장군이 되었고, 양선후에 봉해졌다. 중신들의 중의는 장소에 있었으나, 손권은 장소와 사이가 좋지 못했기 때문이다. 장온과 글염이 상주하자 스스로 위계를 사임하고 죄를 청했으나, 손권이 복직시켰다.
황무 4년 여름 5월에 죽었다. 시호를 숙(肅)이라 하였고, 후임으로 6월에 고옹이 승상이 되었다.
훗날 우희(虞喜)는 유성숙(劉聲叔)에게 사서에 손소의 전기가 없는 까닭을 물은 적이 있는데, 유성숙은 《오서》(吳書)의 찬자 위소가 손소와 사이가 나쁜 장온의 당이기 때문이라고 답하였다. 오나라의 정사 《삼국지》 오지는 위소의 오서에 기반을 두었다.

### 승상 일화
손권이 초대 승상을 두고 고민을 할 때 모든 관료들은 장소를 추천했으나, 손권은 장소대신 손소를 승상으로 삼았으며. 이후 황무 4년(225년), 손소가 죽자 관료들은 다시 장소를 추대하나, 손권은 장소대신 고옹을 승상으로 삼았다. 《삼국지》오서 장소전을 보면, 손권이 장소를 반대하는 이유를 말한다.“내가 어찌 자포(子布)를 아끼지않겠소? 승상의 일은 번거롭게 많고, 장소의 성격은 강직하오. 만일 그가 말한 바를 따르지 않으면, 원망과 허물이 생기게 될 것이오. 이는 그를 이롭게 하는 방법이 아니오. ”라고 기록되어 있다.
주석에 따른 강표전에 기록에도 손권은 장소를 존경하고 중하게 어겼으나, 장소가 재상의 재목이 아니라고 봤었다고 한다. 그 이유는 옛날 주유, 노숙 등의 의논이 그릇되다고 논박한 것 때문이었다고 한다. 기록을 보면, 두번 식 이나 승상직에 못 오른 장소는 성격탓이라고 일부분만 기록되어 있다.

## 출전
- 장발(張勃), 《오록》(吳錄) [진수, 《삼국지》 권47 오주전 배송지주에 인용]
- 진수, 《삼국지》 권47 오주전

## 같이 보기
- 삼국지 인물 목록